# Johann Bernhard Bach (Komponist, 1700)
Johann Bernhard Bach (* 24. November 1700 in Ohrdruf; † 12. Juni 1743 ebenda), ein Neffe Johann Sebastian Bachs, war ein deutscher Komponist und Organist aus der Familie Bach.
Seit 1715 arbeitete er als Kopist für seinen Onkel. 1721 folgte er seinem Vater Johann Christoph Bach im Amt des Organisten an St. Michael in Ohrdruf.
Laut Philipp Spitta stammen von ihm zwei Werke für Cembalo: eine Suite in Es-Dur und eine Sonate in B-Dur, die aber nicht überliefert sind.